# Saint-Bernard
Saint-bernardul este o rasă de câine uriaș, cu o expresie oarecum tristă.
Câine de talie mare, având originea în Alpii Elveției unde a fost utilizat pentru paza gospodăriilor și a turmelor, pentru cărăușie și tracțiune. A devenit celebru în secolul al XIX-lea fiind folosit, datorită puterii și simțului său remarcabil de orientare, pentru salvarea călătorilor care se rătăceau sau erau înzăpeziți în trecătorile alpine. Numele îi vine de la trecătoarea St. Bernard, unde a trăit și cel mai celebru reprezentant al rasei, cîinele Barry, care între 1800 și 1812 a salvat 40 vieți omenești și este considerat câinele național al Elveției.
Saint Bernardul modern este rezultatul unei selecții dirijate, la care au contribuit în mare măsură crescătorii britanici pe la mijlocul secolului trecut, subliniindu-se în special aspectul său masiv și fixarea caracteristicilor specifice ale colorației sale alb-roșii.
Se caracterizează prin capul foarte puternic, masiv, impozant, marcat prin pliuri ce-i brăzdează fața, botul lat, cu aspect pătratic și trufă marcantă, totdeauna de culoarea neagră. Ochii bruni sau căprui sunt de mărime mijlocie, plasați spre față, iar în cele mai multe cazuri pleoapa inferioară nu se închide complet. Privirea este serioasă, inteligentă și mereu binevoitoare. Stopul este bine marcat.
Totul la acest câine exprimă vigoare, membrele sunt musculoase, labele mari, trupul masiv, spatele lat, gâtul scurt și puternic, ținut de obicei orizontal sau în jos. Coada este prinsă sus, lată și puternică, lungă și foarte grea, în repaus cade în jos, fiind ușor curbată la vârf.
Se cunosc două varietăți, în funcție de lungimea părului : Saint Bernardul cu păr scurt și Saint Bernardul cu păr lung.
Are un temperament foarte blând, este sensibil și foarte atașat de stăpân. Este un baby-sitter ideal, întrucât se înțelege foarte bine cu copiii.
Are un instinct protector deosebit de dezvoltat și a fost folosit în trecut în Alpi pentru a salva călătorii din avalanșe și de frig.
Rasă asemănătoare: Terra Nova